# Городницький Анатолій Володимирович
Анатолій Володимирович Городницький (народився 12 червня 1964 р., у м. Золочів Львівської обл.) — український громадський діяч, письменник, член Національної  Спілки письменників України.
Проживає у м. Новий Розділ

## Біографія
По лінії матері Іванни Луківни Білоус походить із славетного роду  Білоусів з  Нового Виткова.
Закінчив Львівське медичне училище (1983), Київський націонапьний університет ім. Т. Шевченка (1998) за фахом «історик», «викладач історії».
Свого часу працював кореспондентом Миколаївського народного часопису «Громада» та головою Новороздільської міської організації Товариства Товариства Червоного Хреста України.

## Літературна діяльність
Автор прозових збірок «Надто пізно для прощення» (1995), «Українська готика» (2006) та багатьох
публікацій у місцевій та обласній npeci.
Жанрова тематика книг для дорослих Анатолія Городницького адресована тим, хто захоплюється гостросюжетною прозою і започатковує у історії української літератури «Хічкоківський» жанр «саспенс», який у книзі «Українська готика» покладений на національне підґрунтя з використанням народної міфології і численних народних вірувань, що становлять глибинний шар народної культури та історичної спадщини.
У 2007 прийнятий до Національної спілки письменників України, 
Із 2012 до 2015 був обраний членом Ради Львівської організації Національної Спілки письменників України.
Із 2009 у «Літературному Львові» почав друкувати раніше невидані авторські казки та започатковує власну авторську серію книг для дітей «Перлини казкового світу», видавши у тому ж році її пілотний проект «Мудре Лисеня», а у 2014 — збірник «Казки Старого Дуба».
У 2018 р. видав електронну книгу  "Полювання на Чупакабраса" та інші повісті для школярів" із цього ж проекту    "Перлини казкового світу", залучивши до нього обдарованих юних художників шкіл Нового Роздолу.
```
У 2022 р. видав закарпатську Сагу" Мольфарова Книга". 
Окремі оповідання та новели Анатолія Городницького увійшли в письменницькі колективні збірки різних років, зокрема: «Задзеркалля»" (Харків, 1994), «Літературний світ Львівщини. Проза» (Львів, 2008) та до мультимедійного компакт-диску вибраних творів галицьких прозаїків та поетів «Галицький Золотослов» (Львів, 2012).
```

Підготував до видання повне електронне зібрання своїх авторських казок для дітей молодшого шкільного віку та повістей для дітей середнього шкільного віку, написаних в жанрах  «літературна казка» та «фентезі».

## Громадська діяльність
Депутат Новороздільської міської ради третього та четвертого демократичного скликань (2000-06).

## Відзнаки
- Грамота Новороздільської міської ради за вагомий внесок у розвиток демократії та місцевого самоврядування (2001).
- Почесна грамота та знак вдячності міської громади за розбудову Нового Роздолу (2003).
- Грамота НСПУ «За вагомий внесок в українську літературу, активну участь у громадській діяльності, у відродженні культури і духовності рідного народу…» (2009).
- Літературна премія імені Ірини Вільде (2013, заохочувальна).
- Грамота НСПУ «За вагомий особистий внесок у розвиток української літератури, активну участь у культурному житті України та з нагоди ювілею» (2014).
- Міжнародна літературно-мистецька премія імені Пантелеймона Куліша (2016).[1]
- Подяка Львівської обласної державної адміністрації  «За вагомий особистий внесок у розвиток української літератури, плідну творчу діяльність» (2017)